# Eye of GNOME
Eye of GNOME (en anglès significa "Ull del GNOME") és el visualitzador d'imatges oficial pel sistema d'escriptori GNOME. A diferència d'altres visualitzadors d'imatges, Eye of GNOME només permet veure imatges. No obstant això, permet efectes bàsics com fer zoom, veure la imatge a pantalla completa, girar-la i control de fons d'imatge transparent.

## Formats
Eye of GNOME suporta els següents formats:
- ANI - Animació
- BMP - Windows Bitmap
- GIF - "Graphics Interchange Format"
- ICO - Icona de finestres
- JPEG - "Joint Photographic Experts Group"
- PCX - PC Paintbrush
- PNG - "Portable Network Graphics"
- PNM - Portable Anymap del PPM Toolkit
- RAS - Sun Raster
- SVG - "Scalable Vector Graphics"
- TGA - Targa
- TIFF - "Tagged Image File Format"
- WBMP - Wireless Application Bitmap
- XBM - X Bitmap
- XPM - X Pixmap